# Green Bay Phoenix

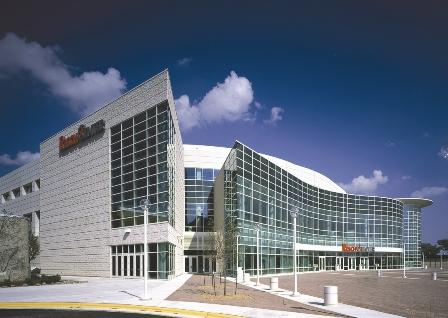
Resch Center.

Green Bay Phoenix (español: Fénix de Green Bay) es el nombre que reciben los equipos deportivos de la Universidad de Wisconsin-Green Bay, situada en Green Bay, en el estado de Wisconsin. Los Phoenix participan en las competiciones universitarias organizadas por la NCAA, y forman parte de la Horizon League, de la cual son miembros de pleno derecho desde 1994.

## Programa deportivo
Tienen los siguientes equipos oficiales:
| - Masculino - Baloncesto - Cross - Golf - Fútbol - Tenis - Natación y Saltos | - Femenino - Baloncesto - Cross - Golf - Fútbol - Softball - Tenis - Voleibol - Natación y Saltos | - Coeducacional - Esquí |

## Baloncesto masculino
El equipo masculino de baloncesto ganó el título de la Horizon League en 1995, consiguiendo al año siguiente triunfar en la liga regular. Han llegado en 4 ocasiones a la Fase Final de la NCAA, la última de ellas en 1996. Tres de sus jugadores han llegado a jugar en la NBA, aunque ninguno de ellos llegó a destacar en la liga.

## Baloncesto femenino
El equipo femenino de baloncesto ha ganado la fase regular de la conferencia en 9 ocasiones, incluidas 8 de forma consecutiva, entre 1998 y 2006. Su última aparición en la lucha por el título de la NCAA data de 2007, cuando ganaron en primera ronda a la Universidad de Nuevo México, perdiendo en segunda ante la Universidad de Connecticut, y 2012, cuando ganaron en primera ronda a la Universidad Estatal de Iowa, perdiendo en segunda ante la Universidad de Kentucky. También han jugado en dos ocasiones el WNIT, la última de ellas en 2006.

## Instalaciones deportivas
- Resch Center. Es, desde 2002, fecha de su inauguración, el pabellón donde disputa sus partidos el equipo de baloncesto masculino, después de haber jugado durante 33 años en el Brown Country Arena. Tiene una capacidad para 10.200 espectadores.[3]
- Kress Events Center es el pabellón donde se disputan los partidos de baloncesto femenino y voleibol. tiene una capacidad para 4.018 personas, y fue terminado en noviembre de 2007.[4]
- Aldo Santaga Stadium es el estadio donde disputan sus partidos los equipos de fútbol. Tiene una capacidad para 3.500 espectadores.[5]
- Phoenix Softball Field es, desde el año 2000, el estadio donde juegan sus partidos las jugadoras del equipo de softball.[6]
- Peter F. Dorschel Natatorium es el nombre que reciben las piscinas donde compiten los equipos de natación y de saltos de trampolín.[7]